# Skoki do wody na Letnich Igrzyskach Olimpijskich 2016 – trampolina 3 m synchronicznie kobiet
Konkurs skoków do wody z trampoliny 3 m kobiet synchronicznie podczas Letnich Igrzysk Olimpijskich 2016 rozegrany został 7 sierpnia. Zawody rozgrywane były w Maria Lenk Aquatics Center.

## Format
W każdej rundzie para zawodniczek wykonuje po 5 skoków. Zawodniczki ocenia 11 sędziów: po trzech na każdą zawodniczkę i pięciu ocenia synchronizację skoków. Pod uwagę brana są tylko środkowa ocena każdej z zawodniczek i trzy środkowe oceny synchronizacji. Z tych pięciu ocen liczona jest średnia, którą następnie mnoży się przez 3 i przez stopień trudności skoków co daje końcowy wynik. Wszystkie noty są sumowane i wygrywa para z najlepszym wynikiem końcowym.

## Terminarz
Czas BRT (UTC −03:00)
| Data                      | Godzina | Runda |
| ------------------------- | ------- | ----- |
| Niedziela 7 sierpnia 2016 | 15:00   | Finał |

## Wyniki[2]
| Miejsce | Kraj                                                | Skoki | Skoki | Skoki | Skoki | Skoki | Łącznie |
| Miejsce | Kraj                                                | 1     | 2     | 3     | 4     | 5     | Łącznie |
| ------- | --------------------------------------------------- | ----- | ----- | ----- | ----- | ----- | ------- |
| złoto   | Chiny · Shi Tingmao · Wu Minxia                     | 55,80 | 52,20 | 76,50 | 80,10 | 81,00 | 345,60  |
| srebro  | Włochy · Tania Cagnotto · Francesca Dallapé         | 51,60 | 50,40 | 71,10 | 66,03 | 74,70 | 313,83  |
| brąz    | Australia · Maddison Keeney · Anabelle Smith        | 48,00 | 42,00 | 70,20 | 67,89 | 71,10 | 299,19  |
| 4       | Kanada · Jennifer Abel · Pamela Ware                | 46,80 | 45,00 | 70,20 | 68,82 | 67,50 | 298,32  |
| 5       | Malezja · Cheong Jun Hoong · Nur Dhabitah Sabri     | 49,80 | 47,40 | 71,10 | 60,30 | 64,80 | 293,40  |
| 6       | Wielka Brytania · Alicia Blagg · Rebecca Gallantree | 49,80 | 47,40 | 64,80 | 64,80 | 66,03 | 292,83  |
| 7       | Niemcy · Tina Punzel · Nora Subschinski             | 48,00 | 48,00 | 60,30 | 60,45 | 67,50 | 284,25  |
| 8       | Brazylia · Tammy Takagi · Juliana Veloso            | 45,00 | 46,20 | 59,40 | 47,70 | 60,45 | 258,75  |